# Occasional Poems
Occasional Poems ist ein Album von Barry Guy und Ken Vandermark. Die am 22. November 2014 im Alchemia Club in Krakau entstandenen Aufnahmen erschienen am 29. Oktober 2015 auf Not Two Records.

## Hintergrund
Die Begegnung zwischen Barry Guy mit dem Holzbläser Ken Vandermark fand im Rahmen des Krakow Jazz Autumn Festival statt, am Ende eines viertägigen Aufenthalts des Bassisten in Krakau, der in der Uraufführung eines neuen Werks von Barry Guys Blue Shroud Band gipfelte; es erschien auf dem Album Tensegrity (Small Formations) (2016). Für Vandermark und Guy war dieses Konzert als gemeinsames Duo eine Premiere.

## Titelliste
- Guy / Vandermark – Occasional Poems (Not Two Records MW931-2)[2]

CD 1
1. Nature is a Wolf 11:24
2. Light Cuts Shadow 12:15
3. Shadow Cuts Light 8:49
4. I Will Sing You of the Moments 7:50

CD 2
1. States of Being 13:18
2. Pan Metro Ariston (every good thing in measure) 7:34
3. Black, White, Red, Blue 9:26
4. Riding the Air 12:09
5. Curving of the Wave 3:27

Die Kompositionen stammen von Barry Guy und Ken Vandermark.

## Rezeption

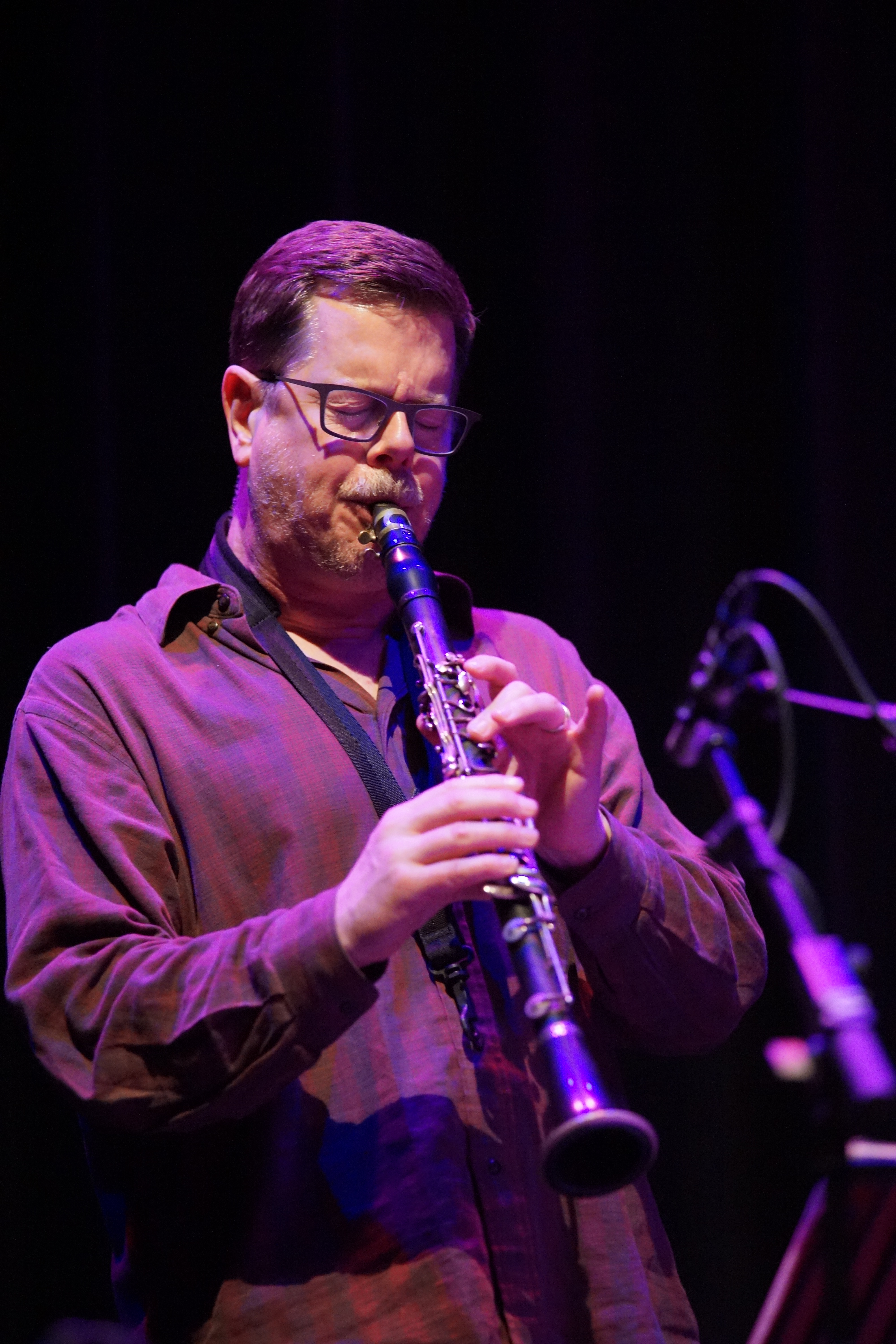
Ken Vandermark bei einem Auftritt in Utrecht 2017

Nach Ansicht von John Sharpe, der das Album in All About Jazz rezensierte, zeigt auch im Alter von 67 Jahren Barry Guys typischer hyperkinetischer Stil keine Anzeichen einer Verlangsamung. Seine blitzschnellen Wechsel zwischen den Registern und zwischen Streichen, Zupfen und einer Reihe von Instrumenten, mit denen er dem Bass auf vielfältige Weise neuartige Texturen abverlangt und ihnen diese entlockt, seien noch immer deutlich zu erkennen. Diese Denkgeschwindigkeit würde sich auch in seiner Reaktion auf Vandermarks ständig wechselnde Mischung aus Perkussivität, Lyrik, Klangforschung und Wiederholung widerspiegeln, die in einem ungehemmten Strom tangential eine Reihe von Genres hervorrufe. Der Mitschnitt würde eine sehr starke Begegnung von zwei sehr starken Köpfen dokumentieren, und die [Klang-]Gedichte dieses Abends – sieben Duette und zwei Monologe, alle spontan aus der Luft gezaubert – würden nur so vor Ideen strotzen.